# Liste der Kirchen in Baiersbronn
Die Liste der Kirchen in Baiersbronn listet alle Kirchengebäude in der baden-württembergischen Gemeinde Baiersbronn auf.

## Evangelische Kirchen
Alle Kirchen gehören zum Kirchenbezirk Freudenstadt in der Evangelischen Landeskirche in Württemberg
| Abbildung | Kirche             | Ortsteil           | Standort              | Koordinaten                 | Bauzeit         | Besonderheiten                                                   |
| --------- | ------------------ | ------------------ | --------------------- | --------------------------- | --------------- | ---------------------------------------------------------------- |
|           | Ev. Marienkirche   | Baiersbronn        | Oberdorfstraße 59     | 48° 30′ 15″ N, 8° 22′ 34″ O | 15. Jhd.        | 1854 Bau des Turmes                                              |
|           | Ev. Michaelskirche | Friedrichstal      | St. Michaelsweg       | 48° 28′ 58″ N, 8° 22′ 24″ O | 1951            |                                                                  |
|           | Ev. Petruskirche   | Heselbach          | Dorfstraße 2          | 48° 32′ 22″ N, 8° 24′ 10″ O | im Kern um 1170 | ursprünglich romanische Kapelle, mehrfach umgebaut und erweitert |
|           | Ev. Münsterkirche  | Klosterreichenbach | Murgtalstraße 164     | 48° 31′ 33″ N, 8° 24′ 3″ O  | 13. Jahrhundert | 1082–1085 Klostergründung, in drei Bauabschnitten erweitert      |
|           | Ev. Christuskirche | Mitteltal          | Eulengrundweg 9       | 48° 31′ 14″ N, 8° 19′ 31″ O | 1868/1869       |                                                                  |
|           | Ev. Kirche Obertal | Obertal            | Kraftenbuckelweg 11   | 48° 32′ 0″ N, 8° 17′ 5″ O   | 1933            |                                                                  |
|           | Ev. Jakobuskirche  | Röt                | Schönegründer Str. 29 | 48° 33′ 44″ N, 8° 23′ 46″ O | 1926            | Saalkirche, Architekt: Emil Weippert; 1988 Glockenturm ergänzt   |
|           | Ev. Kirche         | Schwarzenberg      | Rathausstraße 7       | 48° 36′ 4″ N, 8° 23′ 13″ O  | 1791            |                                                                  |
|           | Ev. Johanneskirche | Tonbach            | Obere Sonnenhalde 4   | 48° 31′ 47″ N, 8° 21′ 47″ O | 1950            |                                                                  |
|           | Ev. Kirche         | Zwickgabel         | Schönmünz             | 48° 35′ 11″ N, 8° 19′ 5″ O  | 1931/1932       |                                                                  |

## Römisch-katholische Kirchen
Alle Kirchen gehören zur Seelsorgeeinheit Baiersbronn/Seewald im Dekanat Freudenstadt in der Diözese Rottenburg-Stuttgart.
| Abbildung | Kirche                        | Ortsteil     | Standort            | Koordinaten                 | Bauzeit   | Besonderheiten                              |
| --------- | ----------------------------- | ------------ | ------------------- | --------------------------- | --------- | ------------------------------------------- |
|           | St. Maria Königin der Apostel | Baiersbronn  | Pappelweg 27        | 48° 30′ 30″ N, 8° 22′ 28″ O | 1956–1957 | Pfarrkirche                                 |
|           | St. Markus                    | Obertal      | Ruhesteinstraße 516 | 48° 32′ 0″ N, 8° 17′ 23″ O  | 1971      | Filialkirche                                |
|           | St. Johannes Evangelist       | Schönmünzach | Schifferstraße 89   | 48° 36′ 11″ N, 8° 21′ 31″ O | 1965      | Filialkirche; Kreuzwegbilder von Emil Kiess |

## Evangelisch-methodistische Kirchen
| Abbildung | Kirche                        | Ortsteil           | Standort         | Koordinaten                 | Bauzeit | Besonderheiten         |
| --------- | ----------------------------- | ------------------ | ---------------- | --------------------------- | ------- | ---------------------- |
|           | Ev.-meth. Auferstehungskirche | Baiersbronn        | Lochweg 4        | 48° 30′ 36″ N, 8° 22′ 25″ O |         |                        |
|           | Ev.-meth. Viktoriakapelle     | Tonbach            | Härlisberg 34    | 48° 32′ 5″ N, 8° 21′ 37″ O  | 1913    | 2016 Kirchenschließung |
|           | Ev.-meth. Friedenskirche      | Klosterreichenbach | Im Ochsengut 10  | 48° 31′ 22″ N, 8° 23′ 48″ O |         |                        |
|           | Ev.-meth. Eben-Elzer-Kapelle  | Röt                | Am Lichtenberg 2 | 48° 33′ 25″ N, 8° 23′ 52″ O |         |                        |

## Neuapostolische Kirchen
| Abbildung | Kirche                 | Ortsteil           | Standort              | Koordinaten                 | Bauzeit | Besonderheiten |
| --------- | ---------------------- | ------------------ | --------------------- | --------------------------- | ------- | -------------- |
|           | Neuapostolische Kirche | Baiersbronn        | Stöckerweg 5          | 48° 30′ 10″ N, 8° 22′ 12″ O |         |                |
|           | Neuapostolische Kirche | Tonbach            | Leimengrund 23        | 48° 31′ 46″ N, 8° 21′ 31″ O |         |                |
|           | Neuapostolische Kirche | Klosterreichenbach | Rosshaldenweg 9       | 48° 31′ 15″ N, 8° 23′ 48″ O |         |                |
|           | Neuapostolische Kirche | Mittellangenbach   | Mittellangenbach 83   | 48° 35′ 13″ N, 8° 16′ 54″ O |         |                |
|           | Neuapostolische Kirche | Röt-Schönegründ    | Schönegründer Str. 46 | 48° 33′ 52″ N, 8° 23′ 53″ O |         |                |